# Koprivnik, Kostanjevica na Krki
Koprivnik je naselje v Občini Kostanjevica na Krki.